# Olga Ricchetti
Olga Ricchetti (1947) es un deportista argentina, especializada en atletismo adaptado y natación adaptada, destacada por ser una de los medallistas paralímpicas de ese país. Ricchetti ganó cuatro medallas en los Juegos Paralímpicos de Heidelberg 1972 (2 de plata y dos de bronce) en atletismo y natación. Ganó también 16 medallas de los Juegos Parapanamericanos de 1971 realizados en Kingston.
Por sus logros deportivos fue reconocida en Argentina como Maestra del Deporte.

## Carrera deportiva

### Juegos Paralímpicos de Heidelberg 1972
Olga Ricchetti compitió en cinco eventos, obteniendo medalla en cuatro de ellos y saliendo cuarta con diploma en el quinto (natación, 25 m espalda). Tres medallas fueron ganadas en eventos de atletismo (medallas de plata en lanzamiento de disco y en slálom; medalla de bronce en lanzamiento de jabalina); la restante medalla de bronce fue ganada en natación (25 m pecho).

#### Tres medallas en atletismo
| Atletismo Mujeres Lanzamiento de disco 1A C Participantes: 6 | Atletismo Mujeres Lanzamiento de disco 1A C Participantes: 6 | Atletismo Mujeres Lanzamiento de disco 1A C Participantes: 6 | Atletismo Mujeres Lanzamiento de disco 1A C Participantes: 6 | Atletismo Mujeres Lanzamiento de disco 1A C Participantes: 6 | Atletismo Mujeres Lanzamiento de disco 1A C Participantes: 6 |
|                                                              | Atleta                                                       | País                                                         | Distancia (m.)                                               |                                                              |                                                              |
| ------------------------------------------------------------ | ------------------------------------------------------------ | ------------------------------------------------------------ | ------------------------------------------------------------ | ------------------------------------------------------------ | ------------------------------------------------------------ |
| 1                                                            | Mayer                                                        | Alemania                                                     | 6.72                                                         |                                                              |                                                              |
| 2                                                            | Olga Ricchetti                                               | Argentina                                                    | 6.07                                                         |                                                              |                                                              |
| 3                                                            | Sandra James                                                 | Rodesia                                                      | 6.00                                                         |                                                              |                                                              |
| Fuente: IPC.                                                 |                                                              |                                                              |                                                              |                                                              |                                                              |

| Atletismo Mujeres Slalom 1A Participantes: 2 | Atletismo Mujeres Slalom 1A Participantes: 2 | Atletismo Mujeres Slalom 1A Participantes: 2 | Atletismo Mujeres Slalom 1A Participantes: 2 | Atletismo Mujeres Slalom 1A Participantes: 2 | Atletismo Mujeres Slalom 1A Participantes: 2 |
|                                              | Atleta                                       | País                                         | Tiempo                                       |                                              |                                              |
| -------------------------------------------- | -------------------------------------------- | -------------------------------------------- | -------------------------------------------- | -------------------------------------------- | -------------------------------------------- |
| 1                                            | Mayer                                        | Alemania (RFA)                               | 79.8                                         |                                              |                                              |
| 2                                            | Olga Ricchetti                               | Argentina                                    | 105.7                                        |                                              |                                              |
| Fuente: IPC.                                 |                                              |                                              |                                              |                                              |                                              |

| Atletismo Mujeres Lanzamiento de Jabalina 1A Participantes: 6 | Atletismo Mujeres Lanzamiento de Jabalina 1A Participantes: 6 | Atletismo Mujeres Lanzamiento de Jabalina 1A Participantes: 6 | Atletismo Mujeres Lanzamiento de Jabalina 1A Participantes: 6 | Atletismo Mujeres Lanzamiento de Jabalina 1A Participantes: 6 | Atletismo Mujeres Lanzamiento de Jabalina 1A Participantes: 6 |
|                                                               | Atleta                                                        | País                                                          | Distancia                                                     |                                                               |                                                               |
| ------------------------------------------------------------- | ------------------------------------------------------------- | ------------------------------------------------------------- | ------------------------------------------------------------- | ------------------------------------------------------------- | ------------------------------------------------------------- |
| 1                                                             | Sandra James                                                  | Sudáfrica                                                     | 5.22                                                          |                                                               |                                                               |
| 2                                                             | J. Murland                                                    | Canadá                                                        | 4.68                                                          |                                                               |                                                               |
| 3                                                             | Olga Ricchetti                                                | Argentina                                                     | 4.53                                                          |                                                               |                                                               |
| Fuente: IPC.                                                  |                                                               |                                                               |                                                               |                                                               |                                                               |

#### Medalla de bronce en natación
| Natación Mujeres 25 m pecho 1A Participantes: 4 | Natación Mujeres 25 m pecho 1A Participantes: 4 | Natación Mujeres 25 m pecho 1A Participantes: 4 | Natación Mujeres 25 m pecho 1A Participantes: 4 | Natación Mujeres 25 m pecho 1A Participantes: 4 |
|                                                 | Atleta                                          | País                                            | Tiempo                                          |                                                 |
| ----------------------------------------------- | ----------------------------------------------- | ----------------------------------------------- | ----------------------------------------------- | ----------------------------------------------- |
| 1                                               | Mayerhofer                                      | Alemania (RFA)                                  | 47.0                                            |                                                 |
| 2                                               | Sandra James                                    | Rodesia                                         | 1:13.3                                          |                                                 |
| 3                                               | Olga Ricchetti                                  | Argentina                                       | 1:36.7                                          |                                                 |
| Fuente: IPC.                                    |                                                 |                                                 |                                                 |                                                 |